# Wikipedia tiếng Serbia-Croatia
Wikipedia tiếng Serbia-Croatia (tiếng Serbia-Croatia: Wikipedia na srpskohrvatskom jeziku, Википедија на српскохрватском језикуSrpskohrvatska Wikipedia), là một phiên bản tiếng Serbia-Croatia của Wikipedia. Cũng có các Wikipedia bằng các ngôn ngữ Serbia-Croatia: Bosnia, Croatia, và Serbia. Tính đến tháng 6 năm 2017, không có phiên bản tiếng Montenegro nào của Wikipedia còn tồn tại. Wikipedia tiếng Serbia-Croatia là phiên bản lớn thứ 20 trên thế giới.
Wikipedia này bị khóa vào đầu năm 2005 do không hoạt động, nhưng sau đó lại được mở lại. Wikipedia tiếng Serbia-Croatia có 437.563 bài viết với tổng cộng 40,7 triệu chỉnh sửa.